# Wencun, Guangdong
Wencun (kinesiska: 汶村)  är en köping i sydöstra Kina. Den ligger i Taishan i staden Jiangmen i provinsen Guangdong, omkring 160 kilometer sydväst om provinshuvudstaden Guangzhou. Antalet invånare är 49 565. Befolkningen består av 23 987 kvinnor och 25 578 män. Barn under 15 år utgör 14,0 %, vuxna 15-64 år 72 %, och äldre över 65 år 12,0 %.